# Barco del Sol (edificio)
El Barco del Sol es un gran edificio que integra oficinas y tiendas diseñado por el arquitecto Rolf Disch y ubicado en Friburgo junto al Barrio Solar  proyectado por el mismo arquitecto. Utiliza 60,000 pies cuadrados para espacios retail, comerciales y residenciales. 
En conjunto, este edificio produce más energía de la que consume al año y utiliza la tecnología de construcción más innovadora. Algunos aspectos que hacen que este edificio sea particular son sus paredes aisladas al vacío, ventilación con recuperación de calor del 95%, ventanas de triple acristalamiento y su fachada de envolvente energética. 
Es el primer edificio de oficinas de energía positiva en todo el mundo. [cita requerida]  Los espacios de oficinas están formalizados en los lados este y oeste completamente con ventanas, lo que maximiza la iluminación natural y las vistas de los empleados mientras minimiza la energía utilizada para la iluminación artificial. 
El Barco del Sol incluye un supermercado, una tienda de oportunidades y una panadería-cafetería en el primer piso, oficinas y espacios de trabajo en los pisos 2-4 y 9 áticos en la cubierta. Además de la oficina y el espacio comercial, hay dos salas de conferencias. 

## PlusEnergy
PlusEnergy es un término acuñado por Rolf Disch que indica la eficiencia energética extrema de una estructura para que mantenga un equilibrio energético positivo, produciendo realmente más energía de la que consume. Con la finalización de su residencia privada, el Heliotrope, en 1994, Disch creó la primera casa PlusEnergy. Su siguiente objetivo en su desarrollo fue, por lo tanto, la aplicación masiva del concepto residencial a otros usos como el comercial y minorista. A medida que el concepto se desarrolló y ganó respaldo financiero, Disch construyó varios proyectos más con certificaciones PlusEnergy. "PlusEnergy es un imperativo ambiental fundamental", afirma Disch. Disch cree que la construcción pasiva no es suficiente porque las casas pasivas todavía emiten CO2 a la atmósfera . 

### Planificación comunitaria
Creyendo que la planificación comunitaria va de la mano del desarrollo sostenible, Disch dedica gran parte de su diseño y planificación a la simbiosis de sus proyectos con el entorno. Una comunidad solar genera identificación y una enorme imagen pública. Disch dice que atrae a muchos inquilinos, empresas innovadoras y trabajos creativos a través de su diseño. Siempre tiene como objetivo crear una comunidad con usos combinados para un concepto de planificación urbana ecológica como la gestión del tráfico, senderos amplios y atractivos, rutas para bicicletas y conexiones con el transporte público. En el Barrio Solar, por ejemplo, los inquilinos y propietarios incorporan el uso compartido de bicicletas y automóviles y el vecindario tiene una extensa zona libre de automóviles con muchas conexiones de transporte público. También ha incorporado soluciones comunitarias para la energía. Por ejemplo, una unidad de cogeneración de biomasa que cumple con las demandas de calefacción adicionales (reducidas) para sus viviendas PlusEnergy. 

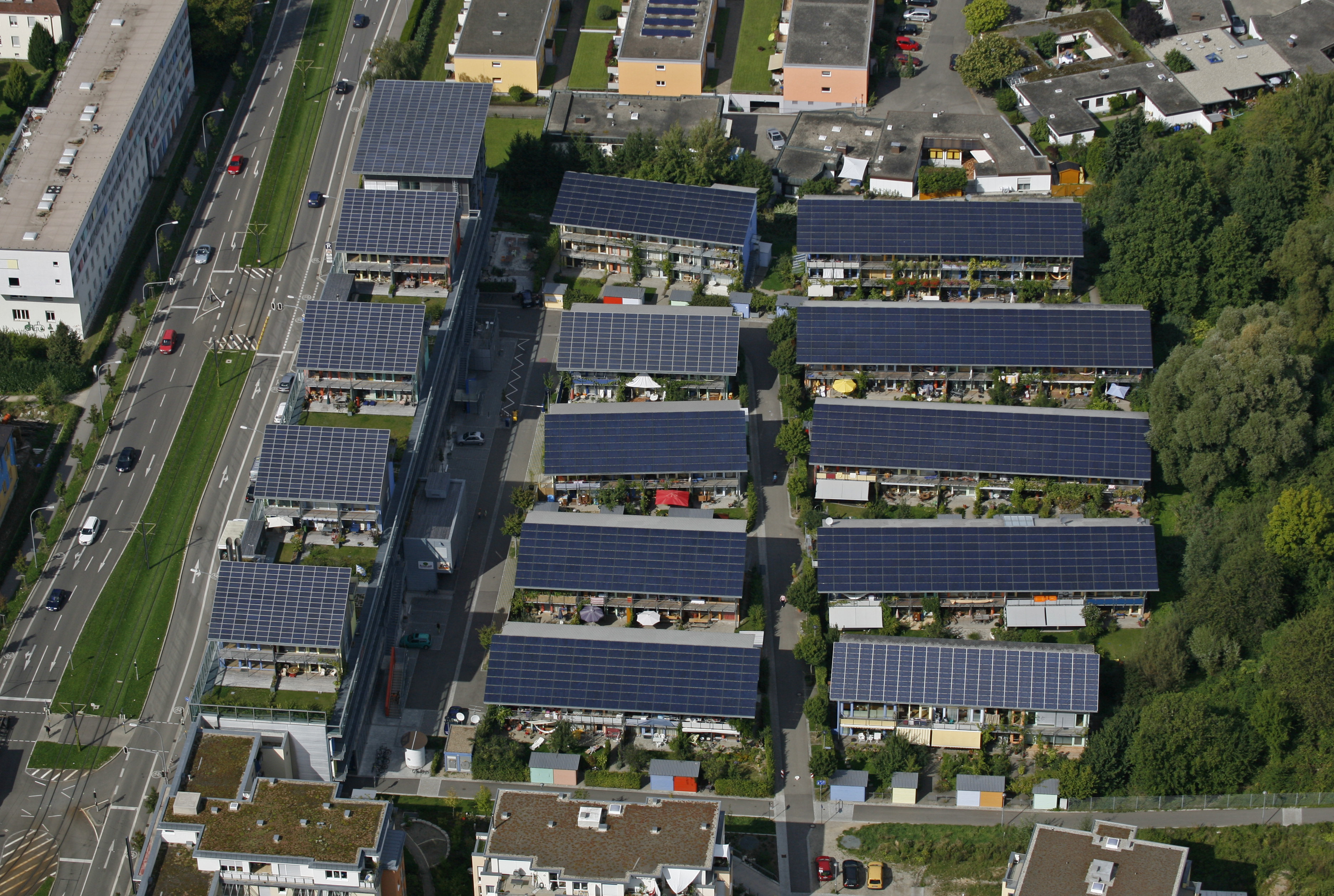
Asentamiento solar y barco solar en Friburgo. Uno puede ver cómo Sun Ship protege a la comunidad del ruido y los automóviles. Rolf Disch utiliza conceptos de integración urbana en todos sus diseños.

### Premios
- Premio Alemán de Sostenibilidad 2008
- Premio de creatividad japonesa PEN-Magazine 2007-08
- 2006 La comunidad de viviendas más bella de Alemania
- Premio Wuppertal de Energía y Medio Ambiente 2005
- Premio Global de Energía 2003'
- Premio Solar Europeo 2002